# Joazaf (metropolita Moskwy)
Joazaf, nazwisko świeckie Skripicyn (zm. 27 czerwca 1555 w Ławrze Troicko-Siergijewskiej) – metropolita moskiewski w 1539–1542.

## Życiorys
Pochodził z rodziny szlacheckiej. Życie mnisze rozpoczął w Ławrze Troicko-Siergijewskiej, gdzie w 1529 był już ihumenem. Katedrę moskiewską objął w 1539, wtedy też odbyła się jego chirotonia biskupia.
Wstawiennictwu Joazafa przypisuje się zwolnienie Maksyma Greka z więzienia i spisanie żywota arcybiskupa nowogrodzkiego Serapiona.
Joazaf został siłą usunięty z urzędu po przejęciu faktycznej władzy w kraju przez stronnictwo bojarów skupione wokół Szujskich. 3 stycznia 1542 duchownego siłą wywieziono do monasteru św. Cyryla Biełozierskiego. Dziewięć lat później umożliwiono mu powrót do Ławry Troicko-Siergijewskiej, gdzie pracował przy przepisywaniu i korekcie ksiąg. Podczas Soboru Stu Rozdziałów konsultowano z nim postanowienia końcowe soboru.
Zmarł w Ławrze i został pochowany na terenie klasztoru. Został kanonizowany jako jeden z Soboru Świętych Moskiewskich oraz Soboru Świętych z Radoneża.